# Municipio de Penjamillo
El municipio de Penjamillo es uno de los 113 municipios en los que se divide el estado mexicano de Michoacán, localizado en el norte del estado. Su cabecera municipal es Penjamillo de Degollado. Forma parte de la Región socioeconómica 2. Bajío.

## Historia
El municipio se fundó en tierras concedidas por el virrey de Velasco en 1560. Se establecieron varias haciendas que usaron la mano de obra indígena de la zona, estas haciendas formaron parte de uno de los principales centros productivos agrícolas del estado. Después de la Independencia de México contaba con una población de 3916 habitantes, cuyas principales actividades eran agricultura, arriería, curtido de pieles y transporte de mercancías.
Se constituyó en municipio por la Ley Territorial del 10 de diciembre de 1831 y en 1859 se nombró a su cabecera Villa Echeverría en honor al coronel Arcadio Echeverría y en 1861, se le dio el nombre de Penjamillo de Degollado, en memoria del célebre liberal don Santos Degollado.

## Geografía
Se localiza al norte del estado, en las coordenadas 20º06’ de latitud norte y 101º56’ de longitud oeste, a una altitud de 1700 metros sobre el nivel del mar. Limita al norte con los municipios de Zináparo, Numarán, el estado de Guanajuato y el municipio de Angamacutiro; al este con los municipios de Angamacutiro y Panindícuaro; al sur con los municipios de municipio de Panindícuaro, Zacapu y Tlazazalca; al oeste con los municipios de municipio de Tlazazalca, Churintzio y Zináparo.
Penjamillo de Degollado, cabecera del municipio, se encuentra en la ubicación 20°6′21″N 101°56′2″O / 20.10583, -101.93389, a una altitud de 1698 m s. n. m.
Su superficie es de 375.04 km² y representa un 0.63 por ciento del total del estado.

### Clima
Rango de temperatura 16-22 °C. Semicálido subhúmedo con lluvias en verano, de menor humedad (66.77 %), templado subhúmedo con lluvias en verano, de humedad media (32.79 %) y semicálido subhúmedo con lluvias en verano, de humedad media (0.44 %).
Según la clasificación climática de Köppen el clima de Jungapeo corresponde a la categoría Cwa, (subtropical con invierno seco y verano cálido).

### Hidrografía
- Región hidrológica: Lerma-Santiago (100 %)
- Cuenca: R. Lerma-Chapala (100 %)
- Subcuenca: R. Angulo-R. Briseñas (94.11 %), R. Angulo (4.83 %) y R. Duero (1.06 %)
- Cuerpos de agua: Intermitentes (0.52 %): Presa Santa Fe del Río, Presa La Luz y Presa Los Fresnos.[10]

### Uso de suelo y vegetación
- Uso de suelo: Agricultura (53.81 %) y Zona urbana (0.89 %)
- Vegetación: Selva (24.36 %), Pastizal (10.63 %), Matorral (6.22 %) y Bosque (2.78 %).[10]

## Demografía
El municipio tiene una población de 16 621 habitantes lo que representa un decrecimiento promedio de -0.32 % anual en el período 2010-2020 sobre la base de los 17 159 habitantes registrados en el censo anterior. Al año 2020 la densidad poblacional era de 44,77 hab/km².
| Gráfica de evolución demográfica de Municipio de Penjamillo entre 2000 y 2020 |
|                                                                               |
| Fuente: Instituto Nacional de Estadística Geografía e Informática             |

En 2010 estaba clasificado como un municipio de grado bajo de vulnerabilidad social, con el 14.55 % de su población en situación de pobreza extrema.
La población de Penjamillo estaba mayoritariamente alfabetizada (14.23 % de personas mayores de 15 años analfabetas al año 2010) con un grado de escolaridad promedio en torno a los 5.5 años. Solo el 0.13 % de los habitantes del municipio se reconocía como indígena. El 95.42 % de la población profesaba la religión católica y el 2.82 % adhería a las iglesias protestantes, evangélicas y bíblicas.

### Localidades
En el censo de 2020 el municipio de Penjamillo contaba con 54 localidades.
| Código INEGI      | Localidad               | Población (2020) |
| ----------------- | ----------------------- | ---------------- |
| 160670001         | Penjamillo de Degollado | 3 357            |
| 160670045         | Ziquítaro               | 1 870            |
| 160670039         | Santa Fe del Río        | 1 214            |
| 160670002         | Ansihuacuaro            | 1 095            |
| 160670014         | Guándaro                | 1 065            |
| 160670042         | Tirimácuaro             | 1 016            |
| Otras localidades | Otras localidades       | 7 004            |
| Total municipal   | Total municipal         | 16 621           |

## Monumentos Históricos
- Biblioteca Pública Municipal «Lic.Juan Madrigal García»
- Jefatura de Tenencia
- Parroquia de San Juan Evangelista
- Templo Parroquial San José